# Numero transfinito

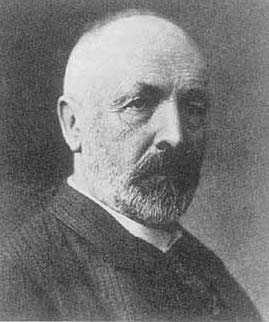
Georg Cantor, scopritore del concetto di numero transfinito

In matematica la nozione di numero transfinito estende la nozione di numero, le operazioni aritmetiche e la relazione d'ordine proprie dei numeri naturali a una classe più ampia di oggetti che in qualche senso sono "più grandi" degli usuali numeri "finiti". Queste entità sono state introdotte da Georg Cantor e servono a fornire un importante strumento di lavoro nella teoria degli insiemi e di riflesso nella matematica.
Come per i numeri finiti vi sono due modi in cui la nozione di numero può essere estesa ai numeri transfiniti: come numeri ordinali e come numeri cardinali. Contrariamente a quanto accade per i numeri finiti, accade che ordinali transfiniti e cardinali transfiniti costituiscono due classi distinte di entità non isomorfe.
- Il più piccolo numero ordinale transfinito è ω.
- Il primo numero cardinale transfinito è {\displaystyle \aleph _{0}} (aleph zero) cioè la cardinalità dell'insieme infinito dei numeri naturali {\displaystyle \mathbb {N} }.
- Il successivo numero cardinale è {\displaystyle \aleph _{1}} (aleph uno).

L'ipotesi del continuo afferma che non esistono numeri cardinali intermedi tra {\displaystyle \aleph _{0}} e la cardinalità del continuo {\displaystyle {\mathfrak {c}}}, cioè la cardinalità dell'insieme dei numeri reali {\displaystyle \mathbb {R} }: questo equivale ad affermare che {\displaystyle {\mathfrak {c}}=\aleph _{1}}. Però, grazie agli studi di Paul Cohen, l'esistenza di un numerico cardinale è stata dimostrata indecidibile.
Sia per il sistema degli ordinali sia per quello dei cardinali, si può procedere illimitatamente nella introduzione di numeri transfiniti, andando incontro a forme sempre più bizzarre di entità numeriche.
Ricordiamo che Georg Cantor ha introdotto anche la nozione di infinito assoluto per poter trattare il più esteso concetto assoluto di "numero grande".